# Fabián Salvioli
Fabián Omar Salvioli (La Plata, Argentina, 5 de abril de 1963) es un profesor argentino y doctor en ciencias jurídicas por la Universidad Nacional de La Plata. Fue presidente del Comité de Derechos Humanos de las Naciones Unidas, siendo el primer jurista argentino en alcanzar esta distinción.
Se desempeñó como Relator Especial sobre la promoción de la Verdad, la Justicia, Reparaciones y Garantías de No repetición del Consejo de Derechos Humanos de las Naciones Unidas, entre 2018 y 2024, año en el que asumió como Presidente de la Fundación Social Estudiantes de La Plata. Es hijo de Emir Salvioli, quien fuera un reconocido dirigente político argentino.

## Biografía
Fabián Salvioli nació en la ciudad de La Plata, provincia de Buenos Aires, el 5 de abril de 1963. Es abogado, magíster en relaciones internacionales y doctor en ciencias jurídicas por la Universidad Nacional de La Plata. Posee una amplia y destacada trayectoria, reconocida a nivel nacional e internacional, en el plano académico y en materia de derecho internacional de los derechos humanos.

## Trayectoria
Fabián Salvioli se desempeña actualmente como profesor titular de Derechos Humanos y Derecho Internacional en la Facultad de Ciencias Jurídicas y Sociales de la Universidad Nacional de La Plata, entidad académica donde ejerció la titularidad de la asignatura Derecho Internacional Público entre 2000 y 2018. Allí se desempeña como Director del Instituto de Derechos Humanos. Además, fundó y dirige la Maestría en Derechos Humanos, primera carrera de su tipo en Argentina.
En 2018, fue designado por el Consejo de Derechos Humanos de las Naciones Unidas como Relator Especial sobre la promoción de la Verdad, la Justicia, Reparaciones y Garantías de No repetición, cargo que ejerció hasta el 30 de abril de 2024.
Asimismo, durante dos períodos, entre 2009 y 2016, integró el Comité de Derechos Humanos de Naciones Unidas, elegido por unanimidad como presidente de este organismo entre 2015 y 2016. Es el primer jurista argentino en alcanzar dicho cargo.
En el sistema regional, ha litigado y asesorado casos ante la Comisión Interamericana y ante la Corte interamericana de Derechos Humanos, se desempeñó como Perito en casos de Colombia y Honduras ante la Corte Interamericana y ha integrado y presidido numerosos tribunales arbitrales ad hoc para determinar reparaciones pecuniarias, en el marco de soluciones amistosas acordadas ante la Comisión Interamericana de Derechos Humanos respecto de la República Argentina.
Entre 1998 y 2001, fue rector del Colegio Nacional Rafael Hernández, dependiente de la UNLP.
En materia educativa, ha diseñado un proyecto integral de Transversalización de Derechos Humanos para universidades, coordinando actualmente el desarrollo de estos programas en la Facultad de Ciencias Económicas y Jurídicas de la Universidad Nacional de La Pampa, la Facultad de Derecho y Ciencias Sociales de la Universidad Nacional del Centro de la Provincia de Buenos Aires y en la Universidad Nacional de Mar del Plata.
Debido a sus contribuciones a nivel académico y doctrinario, así como al desempeño en órganos internacionales de derechos humanos, ha recibido diversos reconocimientos honoríficos. Se destacan su nombramiento como Ciudadano Ilustre de La Plata (2008), Personalidad Destacada de la Provincia de Buenos Aires (2015) y los otorgados por Amnistía Internacional Argentina (2006), organismo del que fue presidente en dos oportunidades: en 1989 y entre 1994 y 1995.
En el ámbito académico, la Universidad Nacional de La Plata lo ha nombrado graduado ilustre de esa casa de estudios (2015); y la Universidad de Buenos Aires y la Universidad Nacional de La Pampa lo han distinguido como profesor honorario (2017). Además, es Doctor Honoris Causa del Instituto Universitario Puebla, México (2019), de la Universidad Nacional de Rosario, Argentina (2023), de la Universidad Nacional del Centro de la Provincia de Buenos Aires, Argentina (2024), y de la Universidad de Valencia, España (2025).
En 2024, en una ceremonia celebrada en la municipalidad de Estrasburgo, Francia, la Fundación René Cassin le entrego el diploma Honoris Causa de Derecho Internacional y Comparado de Derechos Humanos por su rol esencial en la promoción y defensa de los derechos y las libertades.
Su trayectoria internacional como docente lo ha llevado a dictar cursos y conferencias en más de cien entidades académicas, en más de treinta países de los cinco continentes; se destacan, entre ellas, las universidades de París I y París II (Francia), Universidad de La Sapienza (Roma, Italia), Universidad de Milán o la Columbia University of New York (Estados Unidos), entre otras. Ha participado en capacitaciones en derechos humanos para poderes públicos del Estado, incluidas fuerzas de seguridad y otras entidades.

## Publicaciones
Es autor de más de ciento cincuenta publicaciones –libros y artículos de doctrina sobre derechos humanos, educación y derecho internacional- en varios países de América Latina, Europa y Asia, la mayoría publicados en idioma español, aunque también en inglés, francés, holandés y coreano, entre ellos:
- Salvioli, Fabián (1995). La Constitución Argentina y los Derechos Humanos: un análisis a la luz de la reforma de 1994, MEDH, Buenos Aires, Argentina.
- Salvioli, Fabián (1997). Postulados emergentes de la jurisprudencia de la Corte Interamericana de Derechos Humanos en relación al derecho internacional público, UNLP, La Plata, Argentina.
- Di Bernardi, Guillermo; Fariña, Mabel; Klainer, Rosa; Salvioli, Fabián; Zibecchi, Carla (2002). Derechos Humanos y Ciudadanía, Santillana, Buenos Aires, Argentina.
- Salvioli, Fabián (2009). La universidad y la educación en el siglo XXI: los derechos humanos como pilares de la nueva reforma universitaria, Instituto Interamericano de Derechos Humanos, San José, Costa Rica.
- Salvioli, Fabián; Zanghi, Claudio (2013). Jurisprudencia regional comparada de derechos humanos. El Tribunal Europeo y la Corte Interamericana, Tirant lo Blanch, Valencia, España.
- Salvioli, Fabián (2019). Introducción a los derechos humanos: concepto, fundamentos, características, obligaciones del Estado y criterios de interpretación jurídica, IIRESODH, Querétaro, México.
- Salvioli, Fabián (2020). El sistema interamericano de protección de los derechos humanos: instrumentos, órganos, procedimientos y jurisprudencia, Instituto de Derechos Constitucionales del Estado de Querétaro, Querétaro, México.
- Salvioli, Fabián (2022). La edad de la razón. El rol de los órganos internacionales de protección de los derechos humanos y el valor jurídico de sus pronunciamientos, Tirant lo Blanch, Valencia, España.